# Francobolli della Repubblica Sociale Italiana

Un francobollo della R.S.I. soprastampato in rosso

I francobolli della Repubblica Sociale Italiana sono quelli emessi dal 18 settembre 1943, data alla quale si fa risalire la nascita di tale regime, fino alla sua fine avvenuta il 29 aprile 1945 con la resa di Caserta.
Dopo una fase di emergenza, in cui si ebbe penuria di materie prime e dunque la necessità di soprastampare alcuni francobolli del Regno d'Italia, furono approntate emissioni originali.

## Notizie storiche
Il 20 dicembre 1943 il Consiglio dei Ministri della Repubblica Sociale Italiana decise di soprastampare i francobolli con effigie di Vittorio Emanuele III. Benito Mussolini in qualità di capo del governo aveva già precedentemente autorizzato un'emissione con soprastampa "GNR" che indicava Guardia Nazionale Repubblicana. Il 20 dicembre erano dunque già in vendita presso gli uffici postali di Brescia tali francobolli. Per giustificare tale emissione senza contraddire l'operato del capo del governo venne quindi fatta autorizzazione postuma.
Nel frattempo con Circolare Ministeriale del 16 gennaio 1944 nº544/351 le amministrazioni postali di Verona, Roma, Genova, Firenze, Milano e Torino furono autorizzate a soprastampare i francobolli con effigie di Vittorio Emanuele III attraverso l'impiego di una matrice preparata a Verona. Le nuove soprastampe previste recavano il "fascio littorio", la scritta "REPUBBLICA SOCIALE ITALIANA" oppure entrambi i simboli incolonnati. Il 5 giugno 1944 furono emessi i francobolli definitivi con vignetta studiata appositamente e dedicati ai monumenti distrutti dalla guerra. Nel frattempo però le forze alleate avevano ristretto il territorio della Repubblica Sociale Italiana e questi francobolli non ebbero quindi corso nel Lazio, negli Abruzzi e nelle Marche come invece lo ebbero quelli soprastampati.

## Le soprastampe
Le tavole per approntare la soprastampe sono state costruite attraverso il procedimento zincotipico. Tale metodo prevedeva che con una fotografia ricavata dalla tavola originale venisse riportato quanto si intendeva stampare sulla superficie sensibilizzata di una lastra di zinco. Il processo poteva quindi portare facilmente a deformazioni e variazioni di dimensione dei caratteri e dei simboli che si intendeva creare sulla tavola di stampa. Da qui si origina la complessa varietà di soprastampe che caratterizza tutta l'emissione soprastampata della Repubblica Sociale Italiana.
Pur con infinite variazioni oltre a quella che reca la sigla G.N.R.le soprastampe usate sono suddivise in quattro tipi fondamentali indicati nella classificazione filatelica come segue:
- Soprastampa A oppure k: ha in alto il fascetto e sotto la dicitura "Repubblica Sociale Italiana"
- Soprastampa B oppure m: ha la sola dicitura "Repubblica Sociale Italiana"
- Soprastampa C oppure l: ha il solo fascetto
- Soprastampa E: ha il fascetto posto lateralmente alla dicitura "Repubblica Sociale Italiana"

## Francobolli emessi

Un francobollo della R.S.I. con soprastampa spostata: errore che costituisce varietà collezionistica

- 20 dicembre 1943: Emissione imperiale soprastampata G.N.R.
  - Soprastampa: G.N.R. Fogli: da 200 esemplari in gruppi da 100 Dentellatura: a blocco 14X14 Filigrana: a corona Facciali: 5 c. rosso - 10 c. bruno - 15 c. verde - 20 c. carminio - 25 c. verde - 30 c. bruno rosso - 35 c. azzurro - 50 c. violetto - 75 c. carminio - 1 £ violetto - 1,25 £ azzurro - 1,75 £ arancio[6]
- 21 gennaio 1944: Emissione imperiale soprastampata con fascetto o con scritta
  - Soprastampa: Fascetto e/o "Repubblica Sociale Italiana" Fogli: da 200 esemplari in gruppi da 100 Dentellatura: a blocco 14X14 1/4 Filigrana: a corona Facciali: 25 c. verde - 30 c. bruno rosso - 50 c. violetto - 75 c. carminio - 1 £ violetto - 1,25 £ azzurro[7]
- 21 gennaio 1944: Emissione di Roma
  - Soprastampa: Fascetto e/o "Repubblica Sociale Italiana" Fogli: da 200 esemplari in gruppi da 100 Dentellatura: a blocco 14X14 1/4 Filigrana: a corona Facciali: 25 c. verde - 30 c. bruno rosso - 50 c. violetto - 75 c. carminio - 1,25 £ azzurro[8]
- 21 gennaio 1944: Emissione di Verona
  - Soprastampa: Fascetto e/o "Repubblica Sociale Italiana" Fogli: da 200 esemplari in gruppi da 100 Dentellatura: a blocco 14X14 1/4 Filigrana: a corona Facciali: 25 c. verde - 30 c. bruno rosso - 50 c. violetto - 75 c. carminio - 1,25 £ azzurro[7]
- 21 gennaio 1944: Emissione di Genova
  - Soprastampa: Fascetto e/o "Repubblica Sociale Italiana" Fogli: da 200 esemplari in gruppi da 100 Dentellatura: a blocco 14X14 1/4 Filigrana: a corona Facciali: 25 c. verde - 30 c. bruno rosso - 50 c. violetto - 75 c. carminio - 1,25 £ azzurro[9]
- 21 gennaio 1944: Emissione di Firenze
  - Soprastampa: Fascetto e/o "Repubblica Sociale Italiana" Fogli: da 200 esemplari in gruppi da 100 Dentellatura: a blocco 14X14 1/4 Filigrana: a corona Facciali: 25 c. verde - 30 c. bruno rosso - 50 c. violetto - 75 c. carminio - 1,25 £ azzurro[10]
- 21 gennaio 1944: Emissione di Milano
  - Soprastampa: Fascetto e/o "Repubblica Sociale Italiana" Fogli: da 200 esemplari in gruppi da 100 Dentellatura: a blocco 14X14 1/4 Filigrana: a corona Facciali: 25 c. verde - 50 c. violetto - 75 c. carminio[11]
- 21 gennaio 1944: Emissione di Torino
  - Soprastampa: Fascetto e/o "Repubblica Sociale Italiana" Fogli: da 200 esemplari in gruppi da 100 Dentellatura: a blocco 14X14 1/4 Filigrana: a corona Facciali: 25 c. verde - 30 c. bruno rosso - 50 c. violetto - 75 c. carminio - 1,25 £ azzurro[12]
- 29 gennaio 1944: Emissione di Verona
  - Soprastampa: G.N.R. Fogli: da 200 esemplari in gruppi da 100 Dentellatura: a blocco 14X14 1/4 Filigrana: a corona Facciali: 5 c. seppia - 10 c. seppia - 15 c. verde - 20 c. carminio - 25 c. verde - 30 c. bruno rosso - 50 c. violetto - 75 c. carminio - 1 £ violetto - 1,25 £ azzurro[13]
- febbraio 1944: Emissione di Firenze
  - Soprastampa: Fascetto e/o "Repubblica Sociale Italiana" Fogli: da 200 esemplari in gruppi da 100 Dentellatura: a blocco 14X14 1/4 Filigrana: a corona Facciali: 50 £ violetto[14]
- febbraio 1944: Emissione di Verona
  - Soprastampa: Fascetto e/o "Repubblica Sociale Italiana" Fogli: da 200 esemplari in gruppi da 100 Dentellatura: a blocco 14X14 1/4 Filigrana: a corona Facciali: 25 c. verde - 30 c. bruno rosso - 50 c. violetto[15]
- febbraio 1944: Emissione di Roma
  - Soprastampa: Fascetto e/o "Repubblica Sociale Italiana" Fogli: da 200 esemplari in gruppi da 100 Dentellatura: a blocco 14X14 1/4 Filigrana: a corona Facciali: 25 c. verde - 30 c. bruno rosso - 50 c. violetto[16]
- 5 giugno 1944: Monumenti distrutti
  - Stampa: rotocalcografica Fogli: da 400 esemplari in gruppi da 100 Dentellatura: a blocco 14X14 1/4 Filigrana: a corona Facciali: 20 c. rosa - 25 c. verde - 30 c. seppia - 75 c. rosa[17]
- agosto 1944 - febbraio 1945: Monumenti distrutti (2°emissione)
  - Stampa: rotocalcografica Fogli: da 400 esemplari in gruppi da 100 Dentellatura: a blocco 14X14 1/4 Filigrana: a corona Facciali: 5 c. seppia - 10 c. seppia - 20 c. rosa - 25 c. verde - 30 c. seppia - 50 c. violetto - 75 c. rosa - 1 £ violetto - 1,25 £ azzurro - 3 £ verde[18]
- 6 dicembre 1944: Centenario della morte dei fratelli Bandiera
  - Stampa: rotocalcografica Fogli: da 100 esemplari in gruppi da 500 Dentellatura: a blocco 14X14 1/4 Facciali: 25 c. verde - 1 £ violetto - 2,50 £ azzurro[19]